# Dioskur I
Dioskur I (zm. 454 albo 458) – patriarcha Aleksandrii w latach 444–451, święty kościołów przedchalcedońskich.

## Życiorys
Urodził się gdzieś na przełomie IV i V wieku i niemal na pewno pochodził z Aleksandrii. Patriarcha Cyryl (412 - 444) mianował go archidiakonem i jako członek jego świty Dioskur brał aktywny udział w pracach soboru efeskiego (431), zwołanego ze względu na kontrowersje wywołane nauką nowego patriarchy Konstantynopola, Nestoriusza (428 - 431). Nestoriusz głosił istnienie wyraźnego rozróżnienia pomiędzy Bogiem Słowem a człowiekiem Jezusem. To stanowisko wywołało sprzeciw Cyryla, który podkreślał tożsamość Chrystusa jako Boga, co było zgodne z platońską tendencją aleksandryjskiej teologii, w której kładziono nacisk na boski logos przeciwstawiany człowieczeństwu Chrystusa. M.in. pod wpływem Cyryla sobór potępił Nestoriusza i pozbawił go jego urzędu. Po śmierci Cyryla w 444 prezbiterium Aleksandrii wybrało Dioskura jego następcą.
Postanowienia soboru efeskiego nie zakończyły sporów chrystologicznych w Kościele. W szczególności szkoła antiocheńska nadal obstawała przy pewnej formie duofizytyzmu, który pozostawał w konflikcie z dominującą w Aleksandrii opcją monofizycką, chociaż patriarcha Jan (428 - 442) i Cyryl w 433 publicznie przywrócili jedność pomiędzy Antiochią a Aleksandrią. Spór wybuchł ponownie za sprawą archimandryty klasztoru w Konstantynopolu i radykalnego zwolennika Cyryla Eutychesa, który w swojej opozycji w stosunku do nestorianizmu zaczął głosić, że natura Chrystusa ma charakter jedynie boski. Wkrótce został on oskarżony o herezję i potępiony przez synod zwołany przez patriarchę Konstantynopola (12 - 22 października 444), gdyż odmawiał złożenia duofizyckiego wyznania wiary. Biskup Dorylaion Euzebiusz oskarżał Eutychesa, że ten popadł w przeciwną do nestorianizmu skrajność, mieszając ze sobą dwie natury Chrystusa w celu zachowania ich jedności. Potępienie Eutychesa poparł też papież Leon (440–461), który wysłał do biskupa Konstantynopola  Flawiana (446–449) list, Tomus ad Flavianum. W międzyczasie Flawian zdjął Eutychesa z urzędu archimandryty.
Dioskur pozostawał w dobrych stosunkach z Eutychesem, który dzięki przyjaźni z eunuchem Chryzafiosem posiadał znaczne wpływy na konstantynopolitańskim dworze. To dzięki nim udało mu się doprowadzić do tego, iż cesarz Teodozjusz II (408 - 450) udzielił Flawianowi nagany za potępienie Eutychesa i zwołał do Efezu kolejny sobór pod przewodnictwem Dioskura. Ponadto na mocy edyktów zwołujących sobór Flawian i najwybitniejszy teolog stronnictwa duofizyckiego, związany z Antiochią Teodoret z Cyru, zostali wykluczeni z obrad. Na pierwszym posiedzeniu (8 sierpnia 449) Dioskur z pomocą Juwenalisa z Jerozolimy uniemożliwił papieskim legatom odczytanie Tomus ad Flawianum. Dioskur wezwał Eutychesa by ten mówił sam za siebie, zaś ten pisemnie ogłosił swoje przywiązanie do nicejskiego wyznania wiary i uznanych wcześniej za prawowierne sformułowań Cyryla. To wystarczyło soborowi do całkowitej rehabilitacji Eutychesa i przywrócenia go na jego urząd. Pomimo tego że przekonanie do tego biskupów okazało się znacznie trudniejsze, Dioskur doprowadził także do zdjęcia z urzędu Flawiana, który zmarł w drodze na wygnanie, zaś jego zwolennicy zostali brutalnie potraktowani przez cesarską gwardię działającą pod wpływem Chryzafiosa. Na drugim posiedzeniu soboru, przy nieobecności legatów, z urzędów został usunięty patriarcha Antiochii Domnus (442–449) wraz z wieloma swoimi biskupami. Ten sam los spotkał Euzebiusza z Dorylaion.
Wydawało się, że tryumf Dioskura był całkowity, usunął bowiem swoich teologicznych przeciwników z ich stolic, i to pomimo sprzeciwu biskupa Rzymu. Był to "kolejny krok w kierunku potwierdzenia prymatu Aleksandrii w Kościele zarówno w stosunku do Konstantynopola, jak i Rzymu, co było trudne do przełknięcia dla Leona". Szybko okazało się, że te pozbawione dyplomatycznego wyczucia działania w rzeczywistości doprowadziły do całkowitego osamotnienia Aleksandrii, która została pozbawiona sojuszników. We wrześniu 449 Leon zwołał w Rzymie synod, który potępił to co papież nazwał "zbójectwem" (latrocinium) Efezu (to od tego momentu sobór w Efezie zaczyna być znany jako "synod zbójecki"). Niespodziewana śmierć Teodozjusza w następnym roku całkowicie zmieniła sytuację. Władzę objęła siostra Teodozjusza, Pulcheria, która skazała na śmierć Chryzafiosa, protektora Eutychesa. Pulcheria poślubiła Marcjana (450 - 457) (cesarza od 25 sierpnia 450), który podobnie jak ona był wrogi w stosunku do Eutychesa i Dioskura. Wkrótce biskup Konstantynopola Anatoliusz (449 - 458) zwołał synod na 21 października 450, a ten w obecności legatów papieskich ekskomunikował Nestoriusza i Eutychesa oraz przyjął Tomus ad Flavianum. Jednocześnie postanowienia soboru z poprzedniego roku zostały uznane za nieważne.
Leon zmierzał do zwołania kolejnego soboru w Italii, z dala od wpływów wschodnich biskupów, jednak Marcjan z Pulcherią zdecydowali o zwołaniu soboru do Nikei (dzis. İznik). Ten zebrał się we wrześniu 451 i to wtedy Dioskur rzucił klątwę na Leona. Ostatecznie Marcjan, pragnąc osobiście uczestniczyć w soborze, przeniósł go do Chalkedonu, naprzeciw Konstantynopola. W soborze wzięło udział ok. 350 biskupów, w większości ze Wschodu. Legat papieski Bonifacjusz odmówił zasiadania razem z Dioskurem i domagał się jego wykluczenia z obrad zanim zostanie powzięty jakikolwiek werdykt. Po długich dyskusjach ostatecznie osiągnięto kompromis, pozwalając Dioskurowi na wzięcie udziału w soborze, ale jedynie na miejscu przeznaczonym dla innych biskupów. Działania Bonifacjusza doprowadziły jednak do przeniesienia uwagi soboru z bliżej nieokreślonego "eutychianizmu" na problem osądzenia Dioskura. Wraz z nim został także oskarżony inny prowodyr Efezu, Juwenalis z Jerozolimy, który jednak przeszedł do drugiego obozu i został z powrotem przyjęty do grona biskupów. Listę zarzutów wobec Dioskura ogłosił Ezebiusz z Dorylaion, a zatwierdził je Teoderet z Cyru.
Broniąc się, Dioskur powtarzał iż powodem potępienia Flawiana było obstawanie przy istnieniu dwóch natur po wcieleniu. Przytaczał przy tym cytaty z Atanazego, Grzegorza i Cyryla świadczące o tym, iż po wcieleniu nie istnieją dwie natury, ale wcielona natura Logosu. Jeżeli zatem on ma być potępiony, to potępieni powinni być także Ojcowie. Nikt z zebranych wprost nie atakował tych twierdzeń Dioskura, ale dyskusja na temat dwóch natur Chrystusa trwała nadal. Dioskur wstrzymał się od wzięcia udziału w trzeciej sesji soboru, która zajmowała się bezpośrednio jego sprawą. Zgromadzenie biskupów zdecydowało wówczas, że wyśle do niego delegację domagającą się od niego podpisania Tomus ad Flavianum, w zamian za rehabilitację i przywrócenie na urząd patriarchy. Dioskur, chociaż podobno nie miał zastrzeżeń do chrystologii Leona jako takiej, był jednak przeciwny jakimkolwiek zmianom w nicejskim wyznaniu wiary, i trzykrotnie poproszony o podpis, jak tego wymagały reguły prawa kanonicznego, trzykrotnie odmówił zaakceptowania rzymskich "nowinek". W konsekwencji ogłoszono jego upadek i zdjęcie z urzędu oraz wygnanie do Gangry (dzis. Çankırı) w Paflagonii. Wśród innych wschodnich biskupów Tomus ad Flavianum także wzbudzał pewien sceptycyzm i ostatecznie 22 października sobór przyjął wyznanie wiary, które było syntezą listu Leona i wcześniejszych tekstów, a zgodnie z którym chrześcijanie wyznają: "jednego i tego samego Syna, doskonałego w Bóstwie i doskonałego w człowieczeństwie, prawdziwego Boga i prawdziwego człowieka (...) który ma być uznany w dwóch naturach bez zmieszania, bez zmiany, bez podzielenia i bez rozłączania. Odmienność obu natur w żaden sposób nie została naruszona przez ich zjednoczenie, lecz właściwości każdej z nich są zachowane, zjednoczone w jednej Osobie i w jednej hipostazie".
Dioskur, nie odstępując od swoich dogmatycznych pozycji, podporządkował się postanowieniom soboru co do swojego wygnania. Jego potępienia i zdjęcia z urzędu nie uznała jednak większość Egipcjan. W listopadzie 451 Marcjan doprowadził do wyboru na następcę Dioskura Proteriusza (451 - 457), co w Aleksandrii wywołało bunt, który trzeba było stłumić za pomocą wojska. Po śmierci Marcjana w marcu 457 ponownie wybuchły rozruchy i w ich trakcie Proteriusz został zabity. Te wydarzenia miały okazać się początkiem trwającej do dziś schizmy pomiędzy monofizyckim Kościołem Koptyjskim a Cerkwią Prawosławną. Większość źródeł jako datę śmierci Dioskura podaje rok 454. Jednak Historia Patriarchów Aleksandrii jako datę jego śmierci wskazuje rok 458, co zgadzałoby się z faktem, że to wtedy wybrano jego następcę Tymoteusza II (458 - 480). Dioskur został uznany przez Koptów za świętego i jego imię pojawia się w Synaksarionie.